# Tribasodites bama
Tribasodites bama (лат.) — вид пещерных жуков-ощупников рода Tribasodites из семейства стафилиниды (Batrisini, Pselaphinae). 

## Распространение
Встречаются в Китае, Гуанси-Чжуанский автономный район пещера Jiabao Dong cave (Jiabao, Bama Xian).

## Описание
Мелкие коротконадкрылые жуки. Длина тела около 3 мм. Вершина головы самца простая, без модификаций; антенномеры VIII—XI модифицированы; каждый глаз состоит примерно из 45 фасеток; переднеспинка с небольшими боковыми шипами; метавентрит слегка приподнят над метакоксами, образуя короткие гребни, покрыта короткими густыми волосками вдоль гребней; эдеагус с апикальной частью срединной доли, разделённой на две части, дорсальная часть значительно короче вентральной. Каждый глаз самки имеет около 10 фасеток; может быть идентифицирована по ассоциации с самцом. Основная окраска красновато-коричневая.

## Систематика и этимология
Вид был впервые описан в 2015 году по типовым материалам из Китая. Назван по имени типовой местности (Bama Xian). Современная классификация с 1995 года рассматривает род Tribasodites в составе трибы Batrisini из надтрибы Batrisitae (ранее подсемейства в составе Pselaphidae, ныне Pselaphinae, Staphylinidae).